# Яранка (притока Лумпуна)
Яра́нка (рос. Яранка) — річка в Кіровській області (Унинський район), Росія, ліва притока Лумпуна.
Річка починається на північній околиці колишнього присілку Старі Уні. Русло спрямоване на південний захід з окремими ділянками південного а потім і південно-східного напрямків. Не доходячи до Лумпуна 0,5 км, річка повертає на південь і так ще 2,8 км тече паралельно Лумпуну. Але в найвужчому місці існує протока-рукав, яка зв'язує дві річки в період паводків. Впадає до нього вище селища Сардик.
Русло вузьке, долина неширока. Береги місцями заліснені, особливо в пригирловій частині. Приймає декілька дрібних приток та одну значну праворуч — Унинка. На річці збудовано ставки площею 0,11 та 0,12 км².
Над річкою розташоване лише присілок Борисовці, біля якого збудовано автомобільний міст.